# Dark City
Dark City (también conocida como Ciudad en tinieblas en algunos países de Hispanoamérica) es una película neo-noir de ciencia ficción de 1998 escrita y dirigida por Alex Proyas, y protagonizada por Rufus Sewell, Kiefer Sutherland, Jennifer Connelly y William Hurt en sus papeles principales. La trama se centra en John Murdoch (Sewell), un hombre que padece amnesia y es acusado de asesinato, que intentará descubrir su verdadera identidad para limpiar su nombre mientras escapa de la policía y de un misterioso grupo conocido como "Los Extraños".
La mayor parte fue filmada en Fox Studios Australia y estuvo coproducida por New Line Cinema y Mystery Clock Cinema. El estudio tenía dudas sobre si el público entendería la trama, así que pidió a Proyas que agregara una voz en off en la introducción que la explicara. Se estrenó el 27 de febrero de 1998 en Estados Unidos, y recibió resultados bajos en taquilla y críticas mixtas.
La película obtuvo 19 nominaciones, destacando las recibidas en los premios Saturn y Hugo, y 12 galardones que incluyen el premio a la mejor película de ciencia ficción de la Academia de Películas de Ciencia Ficción, Fantasía y Horror. Con la ayuda del crítico Roger Ebert, quien la consideró a la altura de Metrópolis o 2001: A Space Odyssey, y su paso por el mercado doméstico se ha transformado en una película de culto. Desde la época de su estreno en los cines, algunas reseñas de críticos y estudiantes han reconsiderado el significado de la película. Una versión del director, editada en 2008, preserva la visión artística original de Proyas.

## Argumento
John Murdoch despierta en la bañera de un hotel, sufriendo amnesia cuando recibe una llamada telefónica del doctor Daniel Schreber, quien lo insta a huir del hotel para evadir a "Los Extraños", un grupo de hombres que según parece lo persiguen. En la habitación, Murdoch descubre el cadáver de una mujer asesinada ritualísticamente junto con un cuchillo ensangrentado, por lo que huye de la escena del crimen justo cuando llega el grupo de hombres pálidos con gabardinas negras. Siguiendo pistas entre sus pertenencias, Murdoch aprende su propio nombre y descubre que tiene una esposa llamada Emma.
El inspector de policía Frank Bumstead también busca a Murdoch como sospechoso de unos asesinatos en serie cometidos en la ciudad, por ello se ponen en contacto con su psicólogo, quien resulta ser Schreber: éste les explica que lo atiende ya que Murdoch se ha vuelto mentalmente inestable desde el momento en que sufrió una ruptura sentimental con su esposa, por lo que el doctor asegura ha llegado a un punto en el que su cordura puede colapsar y volverse peligroso. 
Huyendo de los Extraños, Murdoch descubre que posee poderes mentales que le proporcionan la capacidad de moldear la realidad a voluntad, aunque carece de la capacidad para controlarlo; pronto descubre que los Extraños también poseen esta habilidad, a la que se refieren como "sintonizar". Los Extraños encaran a Schreber, que es un colaborador suyo que les ayuda a modificar las identidades y memorias de los habitantes, pero ahora están molestos por la interferencia que significa para sus experimentos la anómala presencia de Murdock y su capacidad para imitar sus poderes, sin embargo el doctor los convence de que el hombre es una suerte de evolución espontánea y la respuesta que han estado buscando para sus experimentos.
Murdoch explora la ciudad anacrónica, donde nadie parece darse cuenta de la noche perpetua. A medianoche observa cómo todos, excepto él, se quedan dormidos mientras los Extraños reorganizan físicamente la ciudad, imprimiendo nuevas identidades y recuerdos a las personas por medio de compuestos que Schreber mezcla y les inyecta en el cerebro. Murdoch se entera de que proviene de una ciudad costera llamada Shell Beach: un lugar familiar para todos, aunque nadie puede recordar cómo llegar allí y todos sus intentos de hacerlo no tienen éxito por diversas razones. Bumstead interroga a Emma, la esposa de Murdoch y esta le explica que la abandonó tras descubrirla teniendo relaciones sexuales con un desconocido: desde entonces se ha dedicado a matar mujeres, pero a Emma se le hace difícil creer que su esposo pudiera cometer tales actos.
Mientras tanto, los Extraños debaten sobre cómo atrapar a Murdock; sus conversaciones dan a entender que los asesinatos en serie son un escenario creado por ellos, pero éste desarrolló sus poderes y huyó antes de que lograran imprimirle su personalidad criminal. Buscando predecir los movimientos de Murdoch deciden imprimir a uno de sus hombres, el Sr. Hand, con los recuerdos destinados originalmente a Murdoch a pesar de las protestas de Schreber, quien no solo les recuerda que recibir recuerdos humanos siempre ha significado la muerte para los Extraños, sino que intenta sin éxito explicarles que esto lo convertirá en alguien muy diferente al Murdoch actual. Pronto se hace evidente que es verdad cuando el Sr. Hand intenta rastrear a su presa pero su incapacidad de controlar las emociones humanas lo lleva a convertirse en un asesino serial.
El inspector Bumstead finalmente atrapa a Murdoch, reconociendo que lo más probable es que sea inocente, y para entonces muestra sus propias dudas sobre la naturaleza de la ciudad. Emma visita a Murdoch en prisión y, aunque éste es consciente de que su vida es una farsa, ambos tienen una certeza instintiva de que su amor es real y existía desde antes de recibir esas identidades. Bumstead finalmente decide creer en Murdoch y juntos encaran a Schreber, que intenta sin éxito imprimir por la fuerza a Murdoch con una memoria que asegura lo ayudará a entender, sin embargo tras ser interrogado revela que los Extraños son extraterrestres que poseen cadáveres humanos como sus anfitriones. Dichos seres son una colmena con una mente colectiva, lo que los hace mentalmente muy poderosos pero anuló su capacidad evolutiva y ahora son una raza moribunda: por ello han creado esa ciudad, secuestraron humanos y experimentan con ellos intentando comprender la individualidad, con la esperanza de obtener así información que los ayude a sobrevivir. Como parte de sus experimentos, drenaron las memorias de todos los humanos, la almacenaron en forma líquida y cada noche Schreber es obligado a combinarlas para crear nuevas identidades que imprimir y estudiar.
Schreber señala que a los Extraños los lastima el sol y el agua, por lo que usan una máquina que amplifica sus poderes para modelar el lugar de forma que siempre sea de noche y no se pueda acceder al mar. Posteriormente les explica que Murdoch es una anomalía que desarrolló inmunidad al control mental de los extraños y despertó cuando se preparaba para imprimir en él su identidad como asesino. Los tres se embarcan para encontrar Shell Beach, pero existe solo como un cartel en una pared en las afueras de la ciudad. Frustrados, Murdoch y Bumstead rompen la pared, descubriendo que la ciudad no se encuentra en la Tierra sino flotando a la deriva en el espacio. Los hombres se enfrentan a los Extraños y en la pelea que sigue, Bumstead y uno de los Extraños mueren al caer a través del agujero hacia el espacio. El Sr. Hand revela que retiene a Emma como rehén por lo que Murdoch se entrega para garantizar su seguridad.
Los Extraños llevan a Murdoch a su hogar bajo la ciudad y obligan a Schreber a crear una copia de su memoria colectiva para imprimirla en Murdoch y reemplazar su identidad humana razonando que así se integrará a la mente colectiva y obtendrán la individualidad. Schreber logra cambiar las jeringas y en su lugar le inyecta la aguja que anteriormente trató de usar; esta contiene una versión de la vida de Murdoch donde desde su infancia el doctor lo entrena y le ayuda a perfeccionar su habilidad para sintonizar y le entrega conocimientos sobre los Extraños y su tecnología. Murdoch despierta con pleno control de sus habilidades y tras liberarse lucha contra los Extraños, masacrándolos y derrotando a su líder, el Sr. Book, en una pelea psicoquinética en lo alto de la ciudad.
Murdoch se entera por Schreber de que es imposible regresar a la Tierra o devolver sus memorias reales a las personas, también que Emma fue reimpresa y no puede ser restaurada. Ante esto usa sus poderes, amplificados por la máquina de los Extraños, para remodelar la ciudad, creando un sol artificial que permite que sea de día: además crea una Shell Beach real al inundar el área dentro del campo de fuerza con agua y formar montañas y playas. 
Murdoch se encuentra con el Sr. Hand moribundo y le explica que el error que cometieron fue creer que la clave para comprender la naturaleza humana y la individualidad estaba en la mente cuando debieron intentar entender el corazón humano, tras lo cual crea una puerta que conecta la ciudad con Shell Beach. De camino allí se encuentra con Emma, que ahora se llama Anna y es vendedora en la boletería del cine local. Murdoch vuelve a presentarse mientras caminan hacia Shell Beach, comenzando de nuevo su relación.

## Reparto
- Rufus Sewell como John Murdoch
- William Hurt como el inspector Frank Bumstead
- Kiefer Sutherland como el doctor Daniel P. Schreber
- Jennifer Connelly como Emma Murdoch / Anna
- Richard O'Brien como el Señor Hand
- Ian Richardson como el Señor Book
- Bruce Spence como el Señor Wall
- Colin Friels como el detective Eddie Walenski
- John Bluthal como Karl Harris
- Melissa George como May
- Ritchie Singer como el Manager del hotel/ Vendedor
- Nicholas Bell como el Señor Rain
- David Wenham como el asistente de Schreber
- Mitchell Butel como Husselbeck

## Recepción
Tras su estreno en cines Dark City no llegó masivamente al gran público por varias razones de índole práctica: se trata de una película fantástica dirigida por la trama, desarrollada a través de diálogos y descubrimientos del protagonista en su interacción con la ciudad; de este modo hay una notable ausencia de escenas de acción y pirotecnia que diluyan de alguna manera la densidad del argumento (a diferencia de, por ejemplo, Matrix). El planteamiento de la historia, aunque sugiere preguntas de gran calado humano (como la predisposición genética del individuo frente a los recuerdos y vivencias generados en respuesta al entorno social que le rodea a la hora de modelar el carácter único de la persona), lo hace desde un punto de vista netamente fantástico, necesitado de un cierto grado de complicidad por parte del espectador, que ha de estar dispuesto a dejarse llevar por la situación hipotética que se describe. Otro factor fue que la productora, New Line Cinema, no llegó a saber cómo calificarla, si como cine negro o fantástico. Su lanzamiento próximo en el tiempo con Matrix, cinta que contaba con un presupuesto notablemente mayor, también penalizó su recorrido comercial.
No obstante con el paso del tiempo ha alcanzado estatus de título de culto y obtiene muy buenas puntuaciones en los portales de información cinematográfica y entre la crítica especializada. En IMDb con 198.710 puntuaciones alcanza una valoración de 7,6 sobre 10. En FilmAffinity, además de estar incluida en los listados "Mejores películas de ciencia-ficción" (104.ª posición) y "Mejores películas de cine negro" (138ª posición), tiene una puntuación de 6,9 sobre 10 ponderado sobre 27.518 votos. En el agregador Rotten Tomatoes obtiene la calificación de "fresco" para el 75% de las 85 críticas profesionales computadas, cuyo consenso destaca que "con estilo sombrío, Dark City ofrece un torbellino polarizador de imágenes deslumbrantes y acción negra" y también resulta "fresco" para el 85% de las más de 100.000 opiniones registradas entre los usuarios del portal. En Metacritic alcanza una valoración positiva para el 66% de las 23 críticas profesionales computadas, lo que implica "críticas habitualmente favorables" y tiene una puntuación media del 8,6 sobre 10 para las 284 valoraciones registradas entre sus usuarios lo que implica "aclamación universal".
El crítico Alfonso Ribera para la revista Cinemanía le otorgó una valoración neutra destacando "siniestra, ilógica y claustrofóbica pesadilla, con un argumento enrevesado y pretencioso(...) Decorado despótico diseñado por una mente en estado de tripi atravesado, donde el derroche de efectos especiales termina tiranizando el espectáculo". La redacción de la revista Fotogramas le otorgó 3 de 5 estrellas.
Entre la crítica internacional la cinta obtiene valoraciones más positivas. Además de la ya mencionada alabanza de Roger Ebert constituyen otros ejemplos Adam Smith de Empire ("[Proyas] está tan centrado en su visión oscura de la ciudad que se olvida de ofrecer un argumento coherente(…) La película logra salir adelante gracias al impresionante estilo artístico que ofrece), Stephen Hunter de The Washington Post ("al final se convierte en algo extraño y maravilloso(...) Si no te fascina es posible que no sepas lo que es caer rendido ante una película. Probablemente nunca lo sepas"), Stephen Holden de The New York Times ("tan rara y única en el buen sentido que no me sorprendería que se convirtiese en una película de culto") o Peter Stack de SFGATE ("una de las experiencias cinematográficas más memorables de los últimos años").

## Similitudes
El tema de mundos virtuales o alternativos ligados o no a la identidad del ser humano es un tema recurrente en el cine:  Mulholland Drive (2001) y Carretera perdida (1997), ambas de David Lynch, son dos ejemplos en la representación de un universo alternativo que se desprende de los anhelos del protagonista ante situaciones extremas (historias de "escapismo mental" como las llamara su creador y director); Identidad (2003) también puede ser catalogada en este género aunque su ejecución es mucho más simplista y carente de contenido. 
De una forma más visceral, eXistenZ, Nivel 13, Avalon y Virtuosity presentan mundos alternativos ligados a la tecnología y la realidad virtual, aunque el caso más similar que probablemente se pueda encontrar es el de The Matrix; el hecho de haber compartido decorados y el de haber sido estrenada con un año de diferencia la convierten en el "hermano rico" de Dark City, y se observan similitudes no tan sólo en planos y secuencias determinadas sino en el desarrollo general de la trama: un Elegido toma conciencia de la falsedad de la realidad que le rodea y desarrolla habilidades propias de sus captores que utiliza contra ellos para liberar a la raza humana.

## Daniel P. Schreber
El nombre del Dr. Daniel P. Schreber es muy similar al del jurista y escritor alemán Daniel Paul Schreber, al que se conoce por la detallada descripción de sus propios delirios psicóticos que hizo en su autobiografía Memorias de un enfermo de nervios. Los contenidos de su delirio son muy similares a la trama de la película.

## Versión del director
En noviembre de 2005 comenzó a circular el rumor por varias webs especializadas de una nueva edición de la película programada para ver su aparición en DVD en 2006. Finalmente el 26 de julio de 2008 se publicó la versión del director tanto en DVD como en Blu-ray donde es posible ver ciertos cambios notables:
- Dura 111 minutos, 11 más que la edición original.
- Se elimina toda la introducción y la voz en off del comienzo de la película. No se explica la existencia de los Extraños ni se muestran los efectos de la primera "sintonización". Únicamente se conservan las escenas del doctor Daniel P. Schreber contemplando como las manecillas de su reloj de bolsillo se paran. De ahí se salta directamente a las escenas del cuarto de baño en el hotel.
- El montaje de las escenas es ligeramente distinto: muchas contienen varios segundos adicionales que resultan en un montaje más pausado y descriptivo. Por ejemplo, John Murdoch contempla cómo una mujer se ha quedado dormida hablando por teléfono en una cabina dentro del hotel donde se supone ha pasado las dos últimas semanas. Al abrir la puerta la mujer cae al suelo. En la edición original se muestra a la mujer en el suelo directamente y cómo se incorpora al reactivarse la ciudad.
- Se han incluido varias secuencias que hacen referencia a la evolución del protagonista a través de sus huellas dactilares en forma de círculo.
- Se introduce a la hija de May en varias escenas; la niña contempla desde debajo de la cama el asesinato de su madre a manos de los Extraños y es rescatada más tarde por el inspector Frank Bumstead, enseñándole un dibujo de los asesinos.
- Se han utilizado algunas escenas alternativas en lugar de las mostradas en la edición original: algunos primeros planos del protagonista cuando "sintoniza", la escena de las manecillas del reloj que se detienen de la introducción muestra un reloj y una mano ligeramente distintos, la mujer asesinada en la habitación del protagonista es ligeramente distinta, etcétera.

Alex Proyas ha manifestado en varias ocasiones su interés por rodar una protosecuela o secuela de Dark City, argumentando que aunque originalmente no superó la recaudación de 15 millones de dólares, gracias a películas de corte similar producidas posteriormente, Dark City se ha rodeado de un muy nutrido e incondicional grupo de fanes y admiradores. Este hecho daría unas ciertas garantías a la hora de asignar el presupuesto necesario para una posible secuela, supeditada también al éxito de la nueva edición. En 2021 se confirmó la creación de una serie de televisión con la participación de Proyas.

## Banda sonora
La banda sonora fue compuesta por Trevor Jones, con un tema de Hughes Hall especial para el tráiler, versiones de «Sway» y de «The Night Has a Thousand Eyes» interpretadas por Anita Kelsey y tres temas inspirados en la película pero que solo aparecen en el CD, de Gary Numan, Echo & the Bunnymen y Course of Empire. El compositor puso al servicio del director todo su particular sinfonismo, heredero de partituras como El último mohicano o Cliffhanger. La música resulta grandilocuente, al tiempo que sobria y reflexiva.